# Thommy Hein
Thommy Hein ist ein deutscher Musikproduzent. 

## Leben und Karriere
Hein gründete 1987 das ihm gehörende Thommy Hein Tonstudio (ehemals Preußen-Tonstudio) im Berliner Stadtteil Kreuzberg.
Zu dem Zeitpunkt war er selbst noch als Musiker tätig. Zusätzlich arbeitete er bis 1992 in anderen Tonstudios als Freelancer, um Künstler und Produzenten kennen zu lernen.
Zu seinen bisherigen Produktionen zählen unter anderem:
KdA, Zeraphine, Peter Heppner, Corvus Corax, Tanzwut, Nina Hagen & Michael von der Heide, Extrabreit, Lemonbabies, Dreadful Shadows, Pankow, Rocko Schamoni, The Butlers, Abstürzende Brieftauben, Der wahre Heino, Die Ärzte und Die Goldenen Zitronen. Peter Gordon und lnga Humpe, Air, Nick Cave – live recording (Mute), Fat Gadget – live recording (Mute), The House of Love – live recording, 3Mustaphas3, Pat Johnsen, Susanne Betancor, Pat Thomas, Wiclaf Droste, Rhythm Corporation, Mock Orange, Die Haut, Die Suurbiers, Dunefish, George Leitenberger, Zam Johnson, Graue Zellen, John Kennedy, Jordis Greed, Gabylon Pearls, Die Deflorettas, Frank Z.(Abwärts) & Rodrigo González (Rodrec), Südende, The Boys of Summer, Extrabreit für 30 Jahre Startrek und weitere verschiedene Film-, Werbe- und Theater-Musiken als Komponist und Produzent (u. a. für ZDF, Casey, Honda, Perfect Stranger etc.).